# Enicospilus longitarsis
Enicospilus longitarsis là một loài tò vò trong họ Ichneumonidae.